# Mad (série télévisée d'animation)
Pour l’article homonyme, voir MAD.
 (septembre 2011).
Si vous disposez d'ouvrages ou d'articles de référence ou si vous connaissez des sites web de qualité traitant du thème abordé ici, merci de compléter l'article en donnant les références utiles à sa vérifiabilité et en les liant à la section « Notes et références ».
Mad est une série télévisée d'animation américaine de comédie, créée par Kevin Shinick, produite par Warner Bros. Animation basée sur le magazine du même nom, diffusée depuis le 6 septembre 2010 sur Cartoon Network.
En France, elle est diffusée entre le 8 septembre 2011 et le 13 juillet 2012 sur France 4, puis entre le 7 octobre 2012 et le 16 juillet 2013 sur Comédie+.

## Synopsis
Chaque épisode est une succession de courts dessins animés qui parodient les émissions de TV, films, jeux, célébrités et d'autres médias usant différents types d'animation.

## Doublage
- Direction Artistique: Edgar Givry
- Adaptation: William Coryn

- - Michel Dodane : Usher et divers personnages masculins
  - Emmanuel Garijo : Justin Bieber, Ty Pennington, Chris Pine et Hayden Christensen
  - Nicolas Marié : Voix divers des personnages
  - Dorothée Pousséo : Voix diverses
  - Anne Rondeleux
  - Michel Vigné : Voix diverses

## Sketch récurrents
Les sketchs suivants sont récurrents dans cette série :